# Jan Tříska
Jan Triska sau Jan Tříska (pronunție în cehă [ˈjan ˈtr̝̊iːska]; n. 4 noiembrie 1936, Praga, Cehoslovacia – d. 25 septembrie 2017, Praga, Cehia) a fost un actor ceh. A apărut în numeroase filme în Statele Unite. Este cel mai cunoscut pentru rolul căpitanului Henry Wirz în filmul american de televiziune Andersonville (despre Războiul Civil American) sau ca Marchizul de Sade în filmul de groază suprarealist Lunatec din 2006 regizat de Jan Švankmajer.

## Biografie
Tříska s-a născut la Praga. Înainte de a imigra, mai întâi în Canada (Vancouver, BC), apoi în SUA, a interpretat numeroase roluri atât în teatru, cât și în film în Cehia. El a avut două fiice, Karla și Jana, cu actrița Karla Chadimová și a avut și un nepot pe nume Augustin. 
După semnarea proclamării Cartei 77, a emigrat în Statele Unite prin Cipru. Cel mai notoriu rol al său de film în SUA a fost probabil cel al lui Milos, majordomul fidel și asistentul personal al domnului Terry Silver, în Karate Kid, Partea a III-a. De asemenea, el l-a jucat rolul unui asasin în Scandalul Larry Flynt regizat de  Miloš Forman și a apărut în seria Highlander: The Series (Nemuritorul) (sezonul 5, episodul 10), în Highlander: The Raven, Blizzard, The Osterman Weekend , Ronin, Influență nefastă (ca Isaac Weiskopf) și în continuarea filmului SF din 1967 al lui Stanley Kubrick, 2001: O odisee spațială,  2010: Anul primului contact, (regizat de Peter Hyams) printre multe altele. 
După Revoluția de catifea din 1989, Tříska a vizitat Cehia pentru a juca în filme precum Școala elementară (1991), Horem pádem (2004), în filmul nominalizat la Premiul Oscar Želary (2003) și Máj (2008; pe baza poemului Máj de Karel Hynek Mácha). În 2002, Tříska a primit premiul Alfréd Radok pentru interpretarea sa ca Leul în Regele Lear la Festivalul de vară Shakespeare de la Cetatea din Praga . 
Cu toate că a vizitat ocazional Cehia, Tříska a rămas rezident în Statele Unite. 
La 23 septembrie 2017, din motive încă necunoscute, Tříska a căzut de pe podul Carol din Praga. Pasagerii de pe o barcă din apropiere l-au salvat din râul Vltava, după care a fost resuscitat și internat în stare gravă. Jan Tříska a murit la spital două zile mai târziu, pe 25 septembrie 2017.

## Teatru

### Teatrul Național American
- Copiii lui Herakles . . . . Iolaus
- Pescărușul
- Idiot’s Delight

### Teatrul Public din New York
- Maestrul și Margareta
- Zastrozzi

### La Jolla Playhouse
- The Hape Ape
- Armele și Omul
- Ultimul mesaj al lui Cosmonaut

### Tylovo divadlo, Praga
- Srpnová neděle (1959). . . . Jirka (piesă de František Hrubín, regia Otomar Krejča )
- Don Juan (1959). . . . Young Boy (piesă de Molière, regia Jaromír Pleskot )
- Konec masopustu (1964). . . . Rafael (piesă de Josef Topol, regia Otomar Krejča)
- Měsíc na vsi (1965). . . . Aleksej N. Beljajev (piesă de I.S. Turgenev, regia Rudolf Hrušínský )

### Divadlo za branou
- Kočka na kolejích (1965). . . . Véna (piesă de Josef Topol, regia Otomar Krejča )
- Trei surori (1966). . . . Tuzenbach (piesă de Anton Pavlovici Cehov, regia Otomar Krejča)
- Oidipus (1971). . . . Oidipus ( Redat de Sophocles, regia Otomar Krejča)

### Národní divadlo, Praga
- Bílá nemoc (1956-1957) .... primul asistent (Joc de Karel Čapek, regia Jaromír Pleskot)
- Maryša (1956-1957). . . . Second Man (regia Zdeněk Štěpánek )
- Sfânta Jane . . . . Pagina (regia Jaromír Pleskot)
- Romeo și Julieta (1963). . . . Romeo ( Teatrul Național, Praga, regia Otomar Krejča)

### Altele
- Cherry Orchard: The Tempest ( Teatrul Guthrie )
- Largo Desolato (Yale Repertory Theatre, Connecticut Critics Circle Award, Performanță masculină de excepție)
- Armata a treia (Long Wharf Theatre )
- Arsenic și dantelă veche (Long Wharf Theatre)
- King Lear (2002). . . . King Lear (Festivalul Shakespeare de vară, Praga; Spišský hrad, Brno, regia Martin Huba )
- Regele Lear (1961). . . . Edmund (Smetanovo divadlo, regia František Salzer)
- Faust (1973). . . . Dr. Johann Faust (piesă de Johann Wolfgang Goethe, Divadlo Jaroslava Průchy, Kladno, regia Václav Špidla )
- Kumšt (2007). . . . Mark (piesă de Yasmina Reza, Divadlo na Jezerce, Praga, regia Jan Hřebejk )

## Filmografie selectată
- Váhavý střelec (1957)
- Pět z milionu (1959) - Vašek
- Kruh (1959) - Honzík
- První parta (1960) - Havíř
- U nás v Mechové (1960) - Lojzíček
- Všude žijí lidé (1960) - Lojza Posvár
- Pochodně (1961) - dělnický předák Josef Pecka
- Policejní hodina (1961) - Venca
- Srpnová neděle (1961) - Tomás
- Kde alibi nestačí (1961) - laborant Mirek Zach
- Kohout plaší smrt (1962) - Jozka
- 1962 Doi din alte lumi (Dva z onoho sveta), regia Miloš Makovec : Robert Ford
- Tarzanova smrt (1963) - Clown
- Zlaté kapradí (1963) - Jura (voice)
- Mezi námi zloději (1964) - Man in Pub
- Začít znova (1964) - Jan Stehlík - brigade worker (voice)
- Komedie s Klikou (1964) - Rísa
- Hvězda zvaná Pelyněk (1965) - Lojzík
- Das Haus in der Karpfengasse (1965) - Kowlorat
- Strašná žena (1965) - Honza Pokorný (voice)
- Pet miliónu svedku (1965) - Vysetrovatel VB Koval
- Lidé z maringotek (1966) - Acrobat Vincek
- Martin a cervené sklícko (1967) - malír a zámecký pruvodce Syllaba
- Hra bez pravidel (1967) - Duda
- Ctyri v kruhu (1968) - Michal Donat
- Kulhavý dábel (1968) - Rudolf (voice)
- 1970 Pe cometă (Na kometě), regia Karel Zeman : Porucík Servadac (voce)
- Radúz a Mahulena (1970) - Radúz
- Návstevy (1970)
- Lucie a zazraky (1970) - Mikulás
- Dost dobrí chlapi (1972) - Kamil Gubris
- Slecna Golem (1972) - Petr
- Horolezci (1973) - Miso Lapsanský
- 1974 Cum se hrănește un măgar (Wie füttert man einen Esel), regia Roland Oehme - Pepi
- Arabian Nights (1974) - Narrator (voice)
- Zivot na uteku (1975) - Vasek
- Tetované casom (1976) - Dr. Hocko
- Na samote u lesa (1976) - Dr. Václav Houdek
- Desat' percent nádeje (1976) - Mato
- Do posledneho dychu (1976) - Erich Fischer
- Der Mädchenkrieg (1977) - Schwerdtfeger
- Ein irrer Duft von frischem Heu (1977) - Aventuro
- Talíre nad Velkým Malíkovem (1977) - Mine carpenter Salánek
- Nechci nic slyset (1978) - Marek's Father (scenes deleted)
- Ragtime (1981) - Special Reporter
- Reds (1981) - Karl Radek
- The Osterman Weekend (1983) - Andrei Mikalovich
- Uncommon Valor (1983) - Gericault
- Unfaithfully Yours (1984) - Jerzy Czyrek
- Nothing Lasts Forever (1984) - Swedish Architect
- 2010: The Year We Make Contact (1984) - Alexander Kovalev
- Black Eagle (1988) - Capt. Valery
- The Karate Kid Part III (1989) - Milos
- Loose Cannons (1990) - Steckler
- The Elementary School (1991) - Igor Hnizdo
- Undercover Blues (1993) - Axel
- Rád (1994) - Prior
- The People vs. Larry Flynt (1996) - The Assassin
- Apt Pupil (1998) - Isaac Weiskopf
- Ronin (1998) - Dapper Gent
- Loving Jezebel (1999) - Melvin Szabo (uncredited)
- The Omega Code (1999) - Prophet #1
- Lost Souls (2000) - Melvin Szabo
- Cahoots (2001) - Laphonse
- The Man from Elysian Fields (2001) - Marcus (uncredited)
- Rok dábla (2002)
- Blizzard (2003) - Otto Brewer / Trainer
- Trosecníci (2003)
- Želary (2003) - Old Gorcík
- Jedna ruka netleská (2003) - Otec Standy
- Horem pádem (2004) - Professor Otakar Horecký
- Lunacy (2005) - Marquis
- Máj (2008) - Hangman
- Hranari (2011) - Bishop
- Bastardi 3 (2012) - Majeruv obhájce
- Po strništi bos (2017) - Eda's grandfather (final film role)